# Joseph Babinski
Pour les articles homonymes, voir Babinski.
Joseph Jules François Félix Babinski (en polonais Józef Julian Franciszek Feliks Babiński), né à Paris le 17 novembre 1857 et mort  dans la même ville le 29 octobre 1932, est un médecin neurologue français d'ascendance polonaise.

## Biographie

### Famille

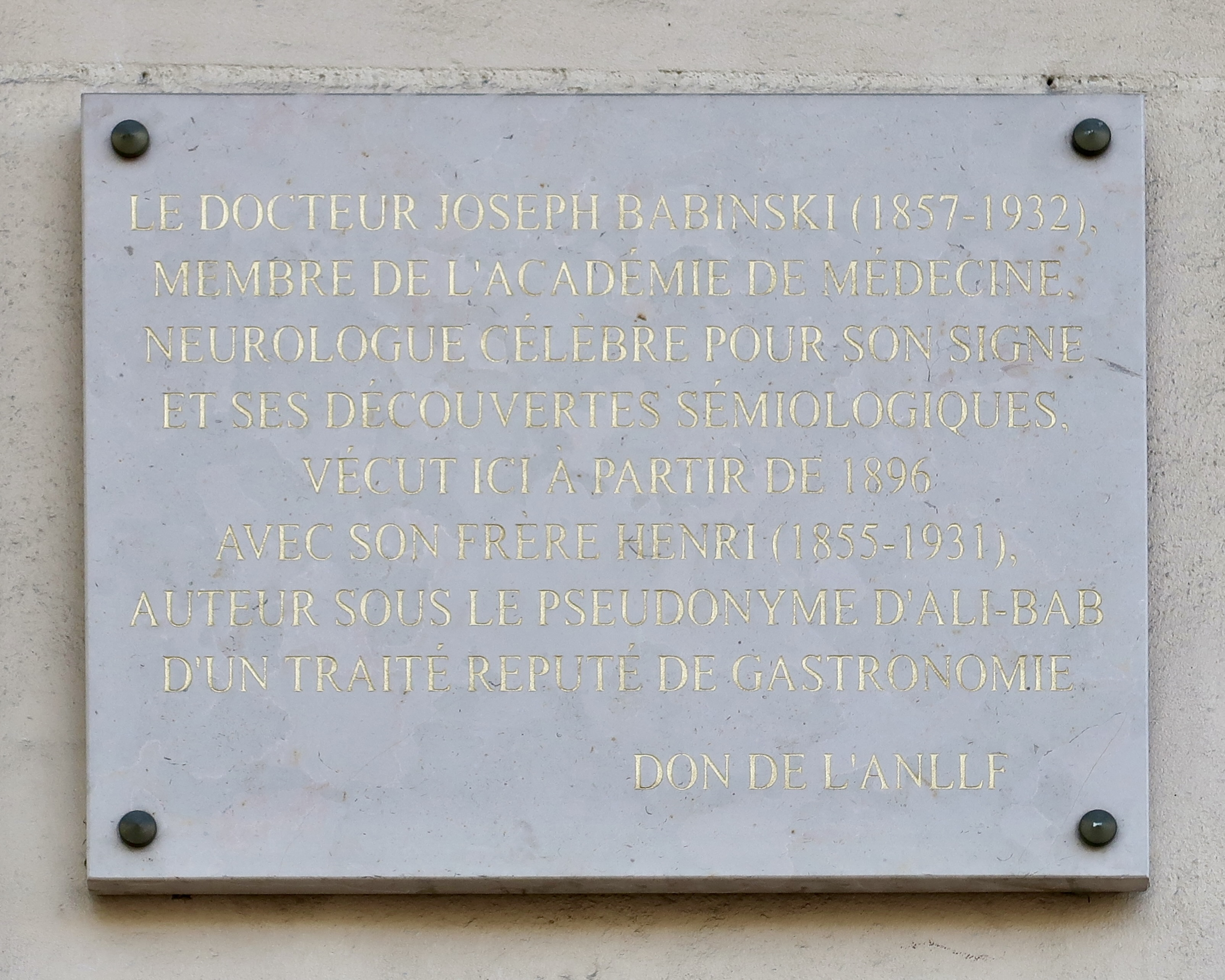
Plaque 170 bis boulevard Haussmann (Paris).

Fils d'un ingénieur polonais installé à Paris en 1848 pour échapper à la répression russe des revendications d'indépendance de la Pologne, Joseph Babinski grandit à Montparnasse.
La vie privée de Babinski est peu connue. Il resta célibataire et partagea son existence avec son frère Henri. On sait par son testament qu'il fut le tuteur des trois filles de son ami Henri Parinaud, devenues orphelines en 1905, et que deux d'entre elles, Ellen (1897-1981) et Karen (1903-1975), héritèrent de sa fortune.
Il est le frère de Henri Joseph Séverin Babinski (1855-1931),, ingénieur civil des Mines, connu sous le nom de « Ali Bab ». Les deux frères cotisaient annuellement pour le journal de L'Action française et étaient des amis de Léon Daudet,. Une plaque commémorative leur rend hommage, 170 bis boulevard Haussmann (Paris).

### Formation
À la fin de son internat, Joseph Babinski est promu chef de clinique de Charcot, dont il devient l'élève préféré, et participe aux leçons du maître à l'hôpital de la Salpêtrière.

### Carrière médicale
En 1890, Joseph Babinski est nommé médecin des hôpitaux. On dit qu'il était peu loquace durant ses consultations mais qu'il était un observateur exceptionnel. En 1895, il devient chef de service à l'hôpital de la Pitié, où il exerce jusqu'à sa retraite en 1922. Atteint de la maladie de Parkinson, il meurt en décembre 1932.
Il a codifié la neurologie et distingué les grandes affections neurologique organiques des syndromes psychiatriques. Ses études sur les réflexes, la physiologie du cervelet ne sont que quelques étapes de l'œuvre de l'un des fondateurs de la société française de neurologie.

### Activités littéraires
Joseph Babinski est coauteur, sous le nom de plume d'Olaf, d'une pièce de Grand-Guignol écrite avec Pierre Palau et intitulée Les Détraquées. Celle-ci fut représentée pour la première fois au théâtre des Deux-Masques le 15 février 1921. Elle relate le meurtre d'une jeune élève par la directrice d'un collège de filles et sa complice, professeur de danse. La pièce évoque sans fards les pulsions érotiques entre femmes. André Breton, qui fut en 1917 l'un des externes de Babinski, fait allusion à cette pièce dans Nadja. Marcel Proust a été son patient de 1918 à 1922 (biographie de Jean-Yves Tadié, édition de 2022).

## Distinctions
- Commandeur de la Légion d'honneur (1921)

## Éponymie

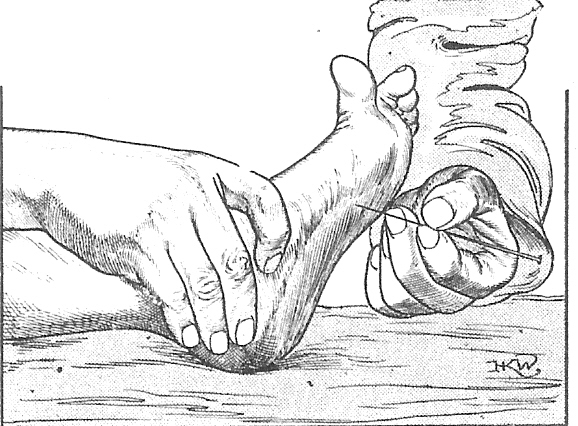
Manœuvre de recherche du « signe de Babinski ».

- signe de Babinski
- syndrome Anton-Babinski
- méthode de Babinski
- syndrome de Babinski
- syndrome de Babinski-Fröhlich
- syndrome de Babinski-Froment
- syndrome de Babinski–Nageotte (en)

## Œuvres et publications

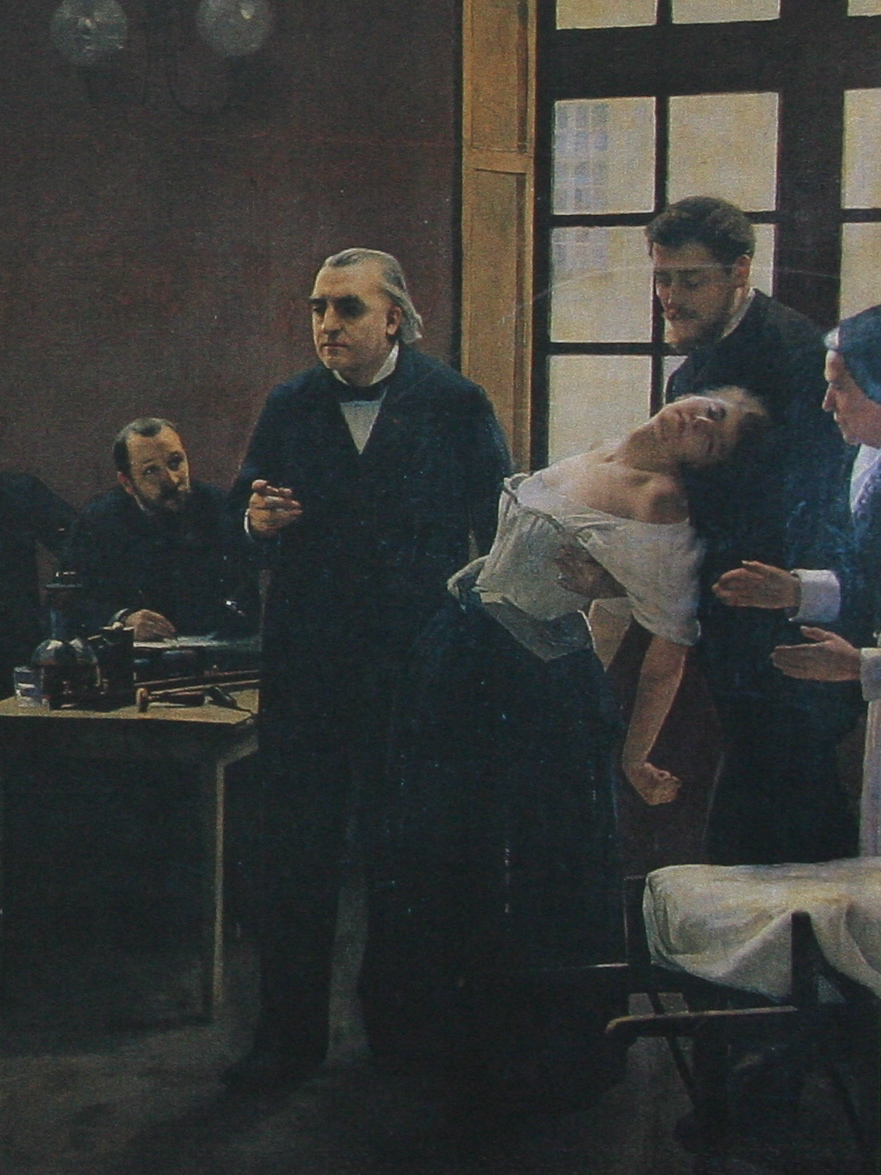
Jean-Martin Charcot (1825 - 1893) durant une leçon avec une patiente hystérique, à l'hôpital de la Salpêtrière et Joseph Babinski à droite, tenant la patiente.

- Étude anatomique et clinique sur la sclérose en plaques, G. Masson (Paris), 1885, lire en ligne sur Gallica.
- Recherches servant à établir que certaines manifestations hystériques peuvent être transférées d'un sujet à un autre sujet sous l'influence de l'aimant, A. Delahaye et E. Lecrosnier (Paris), 1886, lire en ligne sur Gallica.
- Notice sur les travaux scientifiques du Dr J. Babinski, G. Masson (Paris), 1892, Texte intégral.
- «De l’asynergie cérébelleuse», in: Rev. Neurol. (Paris), 7 (1899): 806-816.
- Ma conception de l'hystérie et de l'hypnotisme (pithiatisme), Conférence à la société de l'internat des hôpitaux de Paris, Durand, Chartres, 1906
- Démembrement de l'hystérie traditionnelle : pithiatisme, Impr. de la Semaine Médicale (Paris), 1909, lire en ligne sur Gallica.
- De l'Hypnotisme en thérapeutique et en médecine légale, Imp. de la Semaine Médicale (Paris), 1910, lire en ligne sur Gallica.
- Exposé des travaux scientifiques du Dr J. Babinski, Masson et Cie (Paris), 1913, Texte intégral.
- Œuvre scientifique de Babinski , [recueil des principaux travaux publié par les soins de J. -A. Barré et coll.], Masson (Paris), 1934, Texte intégral.

En collaboration: 
- avec Jules Froment: Hystérie-pithiatisme et troubles nerveux d'ordre réflexe en neurologie de guerre, Paris, 1917, Texte disponible en ligne.